# Чапаєвський сільський округ (Алтайський район)
Чапа́євський сільський округ (каз. Чапаев ауылдық округі, рос. Чапаевский сельский округ) — адміністративна одиниця у складі Алтайського району Східноказахстанської області Казахстану. Адміністративний центр — село Чапаєво.
Населення — 147 осіб (2021; 1904 у 2009, 2689 у 1999, 2942 у 1989).
Станом на 1989 рік існувала Чапаєвська сільська рада (села Крестовка, Орловка, Пролетарка, Снігірьово, Чапаєво), села Алтинсай, Восточне перебували у складі Березовської сільської ради. 2007 року було ліквідовано село Алтинсай. 2013 року село Восточне було передано до складу округу зі складу ліквідованого Березовського сільського округу.

## Склад
До складу округу входять такі населені пункти:
| Населений пункт  | Старі назви | Населення, осіб (1989) | Населення, осіб (1999) | Населення, осіб (2009) | Населення, осіб (2021) |
| ---------------- | ----------- | ---------------------- | ---------------------- | ---------------------- | ---------------------- |
| Алтинсай, село   | -           | 194                    | 52                     | -                      | -                      |
| Восточне, село   | -           | 225                    | 312                    | 172                    | 112                    |
| Крестовка, село  | -           | 369                    | 410                    | 279                    | 127                    |
| Орловка, село    | -           | 364                    | 344                    | 232                    | 79                     |
| Пролетарка, село | -           | 186                    | 189                    | 102                    | 35                     |
| Снігірьово, село | -           | 372                    | 395                    | 347                    | 185                    |
| Чапаєво, село    | -           | 1232                   | 987                    | 772                    | 509                    |